# Teatro La Latina
El teatro de La Latina es un local teatral de Madrid, ubicado en la plaza de la Cebada del homónimo Barrio de La Latina, obra del arquitecto Pedro Muguruza.
Ha sido uno de los escenarios más importantes para la representación de comedia y revista en la historia del teatro de España a lo largo de siglo XX.
Debe su nombre a Beatriz Galindo, la Latina, humanista y escritora castellana del siglo XV, dama de compañía y también maestra de la reina Isabel I de Castilla.

## Historia
Este teatro madrileño fue creado en la primera década del siglo XX por el anticuario Juan Lafora Calatayud, a partir de un cine construido sobre los terrenos de un antiguo hospital. En el teatro, bautizado bajo el seudónimo de Beatriz Galindo, La Latina, actuaron hasta los años treinta compañías como las de Emilio Sagi, Salvador Videgain o la del maestro Guerrero. Fue de nuevo cine durante la guerra civil. En 1945 fue comprado para su hijo por Dolores Díez, madre de Luis Fernández-Díez, casado con Victoria Cuenca. Hacia el año 1955-56 se le alquila a Ignacio Fernández Iquino y más tarde se le alquila al empresario Matías Colsada, que lo comprará cuarenta años después, en 1977. Especializado en espectáculos de revista y variedades, el teatro fue adquirido por Lina Morgan en 1978, aunque Colsada nunca se desvinculó: no quitó su nombre de la dirección del local hasta verlo pagado en 1983.

### Etapa de Luis Fernández-Díez e Ignacio F. Iquino (1947–1962)
En la época de Luis Díez, el autor y empresario, llevaba su Gran compañía de revistas, Titular del Teatro La Latina, ofreciendo espectáculos como: La blanca doble, de Jacinto Guerrero, con Zori, Santos y Codeso, el 14 de abril de 1947 y cuyo piano que usó el maestro Guerrero se conserva en el teatro. A partir de aquí se sucedieron muchos espectáculos. Muchos por Zori-Santos-Codeso como Carolina de mi corazón, Los babilonios, etc. Luis Fernández-Díez ideó espectáculos para Antonio Garisa, mítico del escenario de La Latina hasta 1958, donde presentó Nada más que uno (1951), El Tris, Tras, Trus (1952) con Juanito Navarro, Luis Cuenca y la vedette Raquel Daina, Las siete mujeres de Adán (1957), con Mary Begoña, donde inicia su nueva compañía presentando Más Mujeres y el éxito de la temporada ¡Timoteo! ¿Qué las das? (1958).
Títulos cómo Lo que quiera mi papá (1959) con Zori y Santos, A la buena vida (1959), Bésame con música (1958) con Garisa-Begoña, Tú mujer es cosa mía (1961) con Ángel de Andrés y Lilián de Celis, Las alegres chica de Portofino (1960), Mister Guapo '61 (1961) con Antonio Casal, Eloisa, Abelardo y dos más (1961), con Zori-Santos, La media Naranja (1962) con Carmen Escribí... No faltaban espectáculos folclóricos y de variedades como los de Los chavalillos de España, Estrellita Castro, Angelillo, etc. En la década de los '50, entra en La Latina los espectáculos Colsada donde esta casi más de medio año con revistas como: Cirilo que estas en vilo (1954) con Luis Cuenca y Trudi Bora, La blanca doble (1955) con Maruja Tomás, Luis Barbero y Ricardo Espinosa, otra vez Cirilo que estás en vilo (1955) seguida de kikiriki (1955), Espabíleme usted al chico (1955) siendo una desconocida Lina Morgan —sin nombre artístico aún— la tercera vedette del espectáculo, Ay que trío (1955) con Alfonso del Real y Gracia Imperio.

### Etapa de la empresa Colsada (1962–1978)
En el año 1964, el sagaz empresario de revistas Matías Colsada, que contaba desde 1956 con el Teatro Apolo de Barcelona, alquila el madrileño Teatro La Latina. Sin duda alguna, Colsada, es quien explota al máximo la sala y la cartelera de uno de los más populares teatros de Madrid. No se sabe con exactitud, pero, uno de los primeros espectáculos que Colsada presenta en La Latina ya como empresa, es una compañía liderada por Antonio Casal, Juanito Navarro y Manolito Díaz titulada Ay que ladronas (24/04/64) con Addy Ventura y Lina Morgan.

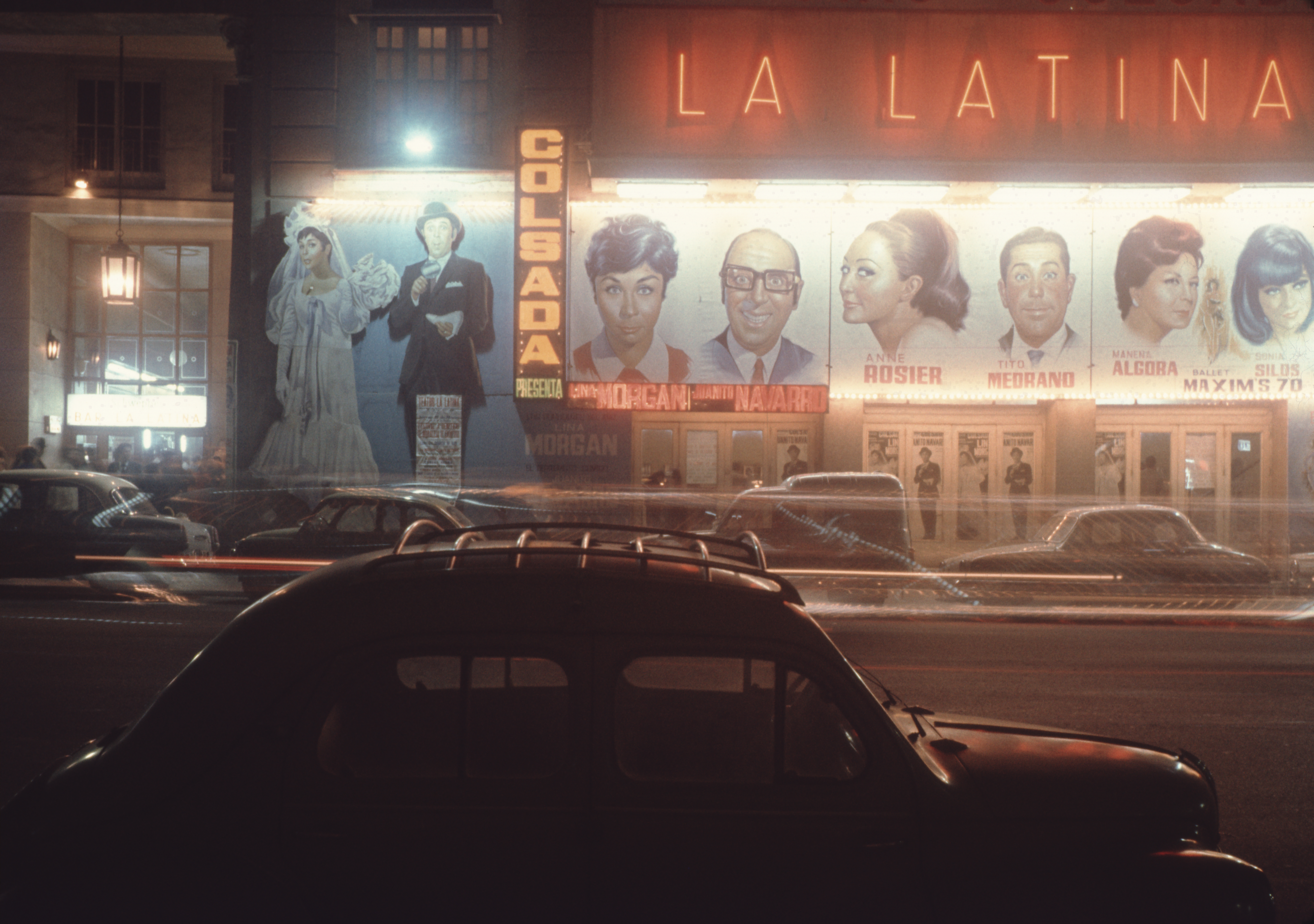
El Teatro en marzo de 1970.

Después de que los cómicos de Madrid - así los anuncian- entra Paquito de Osca y Addy Ventura con Y de la nena... ¿Qué?, con más de 300 representaciones en este teatro. En noviembre entra la compañía de Los cómicos de Madrid: Casal-Navarro-Díaz con El babero de Melilla con Finita Rufette y Lina Morgan hasta el mes de abril de 1965. El 24 de abril entran Luis Cuenca y Pedro Peña con Katia Loritz en Mujeres artificiles procedente del Teatro Apolo. En otoño de 1965: Las fascinadoras con Adrián Ortega y Addy Ventura. El 3 de diciembre de 1965, entra, la que será su compañía principal y titular del Teatro La Latina, los verdaderos Cómicos de Madrid: Lina Morgan con Juanito Navarro durante nueve temporadas.
1965-66: Dos maridos para mí con Lina Morgan y Juanito Navarro. En 1966: Hay que viuda con Quique Camoiras —que está 14 temporadas en La Latina— y Queta Claver. Ay qué chica con Adrián Ortega y Addy ventura ( más de 200 representaciones). En 1966-67: Y parecía tonta con Lina Morgan-Juanito Navarro. En 1967: Se traspasa señora con Quique Camoiras y Queta Claver. En 1967-68: La rompeplatos con Lina Morgan y Juanito Navarro, Una noche movidita con Quique Camoiras y Vicky Lusson. En 1968-69: La chica del barrio con Lina Morgan-Juanito Navarro. Las corsarias con Quique Camoiras-Vicky Lusson. En 1969-70: ¡Qué vista tiene Calixta! con Lina Morgan-Juanito Navarro. Boda a plazos y Ay Manolo de mi corazón con Quique Camoiras-Vicky Lusson. En 1971: La chica del surtidor con Lina Morgan-Juanito Navarro. Tres gotas nada más con Zori-Santos. Las castigadoras con Quique Camoiras-Vicky Lusson. En 1971-72: Nena, no me des tormento con Lina Morgan-Juanito Navarro hasta mayo donde Lina Morgan termina su contrato con la empresa.
Desde 1972 Colsada programa espectáculos de Juanito Navarro como principal cabecera del Teatro La Latina con obras como: Pío tu serás mío con Quique Camoiras-Anne Marie Rosier, Esta es su vida con Tony Leblanc o Tú novia es mi mujer con Juanito Navarro, Rafaela Aparicio y Alida Verona. En 1973: El divorcio no es un buen negocio con Quique Camoiras-Ingrid Garbo, Llevame a París con Juanito Navarro, Rafaela Aparicio y Alida Verona. En 1974: Eva al desnudo con Vicky Lusson, Quique Camoiras y Ricardo Espinosa, La chica del Barrio con Juanito Navarro, Rafaela Aparicio, Vicky Lussón.
Desde 1975 en el Teatro La Latina Colsada presenta sus compañías del Teatro Apolo con Luis Cuenca-Pedro Peña-Tania Doris junto a la de Quique Camoiras. Siempre compañías titulares de Colsada. Obras como: Venus de fuego con Quique Camoiras, Un, dos, tres... desnúdame otra vez con Jesús Guzmán, la titular del Teatro Español de Barcelona: Especialista en desnudos con Pedro Peña, Con quien me acuesto esta noche con Quique Camoiras y Ricardo Espinosa, La casa del placer con Luis Cuenca y Tania Doris o Guárdame el secreto Lucas con Martínez Soria. Hasta que en 1977 se había convertido en una barraca vieja a punto de desaparecer.

### Etapa de Lina Morgan y Espectáculos Latina (1978-2010)
Colsada ya solo programa espectáculos suyos, pues, Juanito Navarro tras hacer salas de fiestas montó compañía de revistas en el Teatro Calderón de Madrid y Quique Camoiras lo mismo. Lina Morgan, que triunfaba en el Barceló de Madrid, enterada de la estrepitosa desaparición del Teatro de sus sueños, el de sus triunfos, el de sus inicios y el que la vio nacer, decide, con al ayuda de su hermano José Luis (empresario-productor) comprar aquella barraca que lejos fue el palacio de la revista, por 127 millones de pesetas a Colsada. Primero lo alquilaron para después comprarlo. No sería hasta 1983 cuando lo adquiere, y la dirección pasa a ser de José Luis López, antes, cuando lo alquilaron en 1978, programador del mismo.
Cada temporada del Teatro La Latina constaba de una principal y duradera, la de Lina Morgan que presenta La Marina te llama (1979-80), Vaya par de gemelas (1981-83), Si al amor (1985-86), El último tranvía (1987-91) y Celeste... no es un color (1991-93). Cuando Lina salía de gira a Barcelona y Valencia, en La Latina entraban otros espectáculos como: La dulce viuda (1981) con Luis Cuenca y Tania Doris, Paco Martínez Soria con La tía de Carlos (1981), Sara Montiel con Super Sara Show (1980), Doña Sara de la mancha (1981) o Nostalgias (1984) con Olga Guillot, Manolo Otero y la despedida de Celia Gámez. También espectáculo de variedades como Copla y Verbena (1980) con Antoñita Moreno, Arte (1984) con Carmen Sevilla, Concha Márquez Piquer, María Jiménez y Remedios Amaya o Vamos Cantando (1984-85) con Carmen Sevilla, Paquita Rico y Juanita Reina. Y Lola Flores fue un bombazo con su espectáculo Con Casta (1983).
Tras su restauración en 1984 de todo el Teatro, donde Lina Morgan exigió al arquitecto que en los camerinos hubiesen baños, duchas y sofás para descansar, entran compañías de Comedia como Un marido de ida y vuelta (1986), La venganza de Don Mendo (1986) Los Caciques (1987) producidas por Juanjo Seaone o dirigidas por Gustavo Pérez Puig y Mara Recatero o José Luis Alonso. En 1991, José Luis López coproduce con Enrique Cornejo obras de teatro como La venganza de la Petra (1991) o Celos de aire (1991) con Aurora Redondo. Tras un parón de descaso de la compañía titular , la de Lina Morgan, José Luis presenta junto a Juanjo Seaone producciones como El abanico de Lady Windermere (1993) con Amparo Rivelles,  Es mi hombre (1993-94) con los actores del último espectáculo de su hermana Lina Morgan, Las de Caín (1994-95), La locura de don Juan (1995) y La zapatera prodigiosa (1995) producida por el Teatro de la Danza.
En 1996, tras el fallecimiento de José Luis López, hermano, mánager, productor y empresario de Lina Morgan y director-programador del Teatro, y debido a que la estrella está metida de lleno en varios proyectos de TV, la actriz delega en el que fue su gerente, Ángel Gutiérrez, que programa y dirige el Teatro La Latina. El local, uno de los más acreditados e importantes de Madrid, acoge varios espectáculos de Moncho Borrajo: Concierto sentido del humor (1995), Dihablemos (1997), El bufón del Rey (1998-1999) que tanto éxito dio al teatro. El Tricicle presentó varios espectáculos. Desde 1999 la llegada de musicales a España hacen que Lina Morgan como empresaria contrate para su Teatro a compañías y obras musicales sin descartar las comedias o espectáculos del Centro Dramático Nacional o Teatro de La Danza. Pasan con gran éxito títulos como Tartufo (1999), Sí... pero No (1999), El verdugo (2000), La muerte de un viajante (2001), Madre: El drama padre (2001), Paseando a miss Daisy (2002), Las bicicletas son para el verano (2003), El musical Cuando Harry encontró a Sally (2002) o La venganza de Don Mendo (2004-2005) con Raúl Sender que permanece nueve meses de éxito.
En 2005, Lina Morgan propietaria de la sala, se asocia al productor José Luis Moreno, para explotar y convertir el Teatro La Latina en el teatro de Madrid por excelencia. Un contrato que dura dos años y donde programan un ciclo de Zarzuelas, una antología de la danza, el musical El diluvio que viene (2006-2007), la comedia de TV Matrimoniadas (2006) y la comedia La venganza de la Petra (2006) con un gran éxito. Lo último que José Luis Moreno programa en La Latina fue el concierto Enamórate conmigo de Isabel Pantoja, que durante las 13 únicas actuaciones llenó absolutamente el teatro, pese a que debió de suspender las tres últimas.
Desde 2007, Lina Morgan se ha puesto otra vez a dirigir y programar espectáculos. Por el Teatro La Latina han pasado grandes actores: Raúl Sender, José Sazatornil, Concha Velasco, Nati Mistral, Paco Valladares, Celia Gámez, Juanita Reina, Carmen Sevilla, Lola Flores, Tania Doris, Paco Martínez Soria, Jesús Puente, Amparo Baró, Josema Yuste, Marisol Ayuso, Andoni Ferreño, Amparo Rivelles, Moncho Borrajo, Ana Belén, Paco León, Blanca Portillo, María Fernanda D'Ocón, Natalia Dicenta, Pablo Sanz, Tote García Ortega, Quique Camoiras, Juanito Navarro, Antonio Casal, Manolo Díaz, Pedro Peña, Estrella Castro, Pepe Barcenas, Jesús Guzmán, Queta Claver, Tony Leblanc, Addy Ventura, Lina Canalejas, Olga Guillot, Celia Gámez, Ricardo Espinosa, Adrián Ortega, Tomás Zori, Fernando Santos, Manolo Codeso, Maruja Tomás, Alfonso del Real... casi todo el teatro español de los siglos XX y XXI.

### Etapa Focus-Penta
En junio de 2010 la actriz vendió el teatro a la empresa Focus-Penta S.L formada por el grupo Catalán Focus y la productora Madrileña Pentación espectáculos.

## Obras representadas (selección)
- La Pelusa (1921) del Maestro Guerrero.
- Doña Diabla (1925), de Luis Fernández Ardavín, con María Guerrero.
- La honradez de la cerradura (1925), de Jacinto Benavente, con Francisco Morano.
- La de San Quintín (1926), de Benito Pérez Galdós, con María Palou.
- Seis personajes en busca de autor (1926), de Luigi Pirandello, con Mimi Aguglia.
- Cada cual a su manera (1926), de Luigi Pirandello, con Mimi Aguglia.
- La hija de la Dolores (1927), de Luis Fernández Ardavín, con María Palou.
- La del Soto del Parral (1927) , de Luis Fernández de Sevilla y Anselmo C. Carreño, con música de Reveriano Soutullo y Juan Vert
- Los claveles (1931) de Luis Fernández de Sevilla y Anselmo C. Carreño, con música de José Serrano.
- La blanca doble de Guerrero, Parada, Torres y Rosillo. Con Zori, Santos y Codeso y Florinda Chico. Estreno 04/04/1947.
- El año pasado por agua de Guerrero, Paradas y Rosillo. Con: Zori-Santos y Codeso. Estreno: 22/12/1948
- Los babilonios de Guerrero, Paradas, Rosillo. Con: Zori-Santos y Codeso. Estreno: 14/04/1949
- Tres gotas nada más. de Manuel Baz y Fernando G. Morcillo. Con: Zori-Santos-Codeso. Estreno: 26/06/1950
- Locura de humor de Mariano Povedano y Luis F. Díez. Música: Antonio García Cabrera. Con: Manolita Ruiz, Eduardo Gómez Gometes, Juanito Navarro, Nancy Moore. Estreno: 28/05/1951
- ¡A Roma por todo! de Antonio, Mariano y José Luis Ozores. Música: Antonio García Cabrera. Con: José Luis Ozores y Antonio Ozores. Estreno: 12/04/1952
- Un fresco de abrigo de Ricardo Fandiño Sabater. Estreno: 30/07/1952
- El Trust Tris Tras de Soriano de Andía. Música: Lehmberg . Con: Luis Cuenca, Manolita Ruiz, Juanito Navarro, Nancy Moore, Tony Gamar y Esperanza Roy. Reposición: 1953
- Las catorce X de Gregorio García Segura. Estreno: 1953
- Cascabel y Gorrión o Feria Andaluza de José López Rodríguez de Rivera. Estreno: 24/06/1953
- Aquí te espero de Manuel Parada. Con: Manolita Ruiz y Antonio Garisa. Estreno: 30/10/1953.
- La bomba B de Soriano de Andía. Con: Raquel Daina y Antonio Garisa, Juanito Navarro, Luis Cuenca, Esperanza Roy. Estreno: 1954
- La niña de la paloma Con: Pepe Barcenas y Marisol Reyes. Estreno: 1954
- Su Majestad el Folklore. Con: Lola Pastor. Estreno: 1954
- La vista es la que trabaja. Con: Marta Prado. Estreno: junio de 1954 hasta julio de 1954.
- La gente seria- La del Manojo de Rosas de Francisco Ramos de Castro y Anselmo C. Carreño. Música: Pablo Sorozabal. Estreno: julio de 1954 hasta agosto de 1954.
- Mosaico Español. Estreno: Desde agosto hasta noviembre de 1954.
- ¡Cirilo, que estás en vilo! de Guerrero, Paradas, Giménez, Torres . Música: Ernesto Rosillo. Con: Trudi Bora, Luis Cuenca, Rubens García, Mary Montiel. Estreno: 24/11/1954
- La blanca doble. de Jacinto Guerrero y Manuel Parada. Con: Maruja Tomás, Luis Barbero, Ricardo Espinosa Osete y Mayka Taxonera. Estreno: 14/02/1955
- ¡Cirilo que estás en vilo! de Guerrero, Paradas, Giménez, Torres . Música: Ernesto Rosillo. Con: Trudi Bora, Luis Cuenca, Rubens García, Mary Montiel. Reposición: 05/03/55
- ¡Ki-ki-ri-ki! de Guerrero, Paradas, Giménez, Torres . Música: Ernesto Rosillo. Con: Trudi Bora, Luis Cuenca, Rubens García, Mary Montiel. Estreno: 05/04/1955
- ¡Espabíleme usted al chico! de Guerrero, Paradas, Giménez, Torres . Música: Ernesto Rosillo. Con: Trudi Bora, Luis Cuenca, Rubens García, Mary Montiel. Estreno: 01/05/1955
- ¡Ay qué trío! de Soriano de Andía y Torres del Álamo. Música: Ernesto Rosillo. Con: Gracia Imperio -Alfonso del Real y Luis Barbero. Estreno 15/05/1955 – tres meses-
- Variedades. Estreno: Desde agosto hasta septiembre de 1955
- ¡Que sí, que sí! Con: Antonio Casal y Ángel de Andrés. Estreno: septiembre de 1955.
- Catapún, chin chin… de Daniel Montorio Fajó. Estreno: 17/02/1956
- Sofía y Loren. de Fernando Moraleda e Ignacio F. Iquino. Con: Mary Begoña y Antonio Garisa. Estreno: 09/05/1956
- Romance de Juan Clavel. Estreno: Desde agosto hasta septiembre de 1956.
- Variedades. Con Tomás de Antequera. Estreno: Desde septiembre hasta noviembre de 1956.
- Torre de Arena. Con: Marifé de Triana. Estreno: 06/11/1956
- Sofía y Loren. de Fernando Moraleda e Ignacio F. Iquino. Con: Mary Begoña y Antonio Garisa. Reposición: 20/12/1956
- Las siete mujeres de Adán. de José Ruiz de Azagra. Con: Antonio Garisa y Mary Begoña. Estreno: 17/01/1957
- Torre de Arena. Con: Marifé de Triana. Estreno: abril de 1957
- Variedades 1957. Estreno: Desde junio hasta octubre de 1957
- Las siete mujeres de Adán. de José Ruiz de Azagra. Con: Antonio Garisa y Mary Begoña. Reposición: octubre de 1957
- Más mujeres. de Francisco Parada e Ignacio F. Iquino. Música: Jaime Mestres. Con: Antonio Garisa-Mary Begoña. Estreno: 06/11/1957
- El festival del beso. de Francisco Parada e Ignacio F. Iquino. Música: Jaime Mestres. Con: Antonio Garisa-Mary Begoña. Desde febrero hasta mayo de 1958
- Reto de Coplas. Estreno: Desde mayo hasta junio de 1958
- Variedades 1958. Estreno: Desde junio hasta julio de 1958
- Los chavalillos de España. Estreno: desde julio de 1958
- Más mujeres. de Francisco Parada e Ignacio F. Iquino. Música: Jaime Mestres. Con: Antonio Garisa-Mary Begoña. Reposición: Desde agosto de 1958
- El festival del beso. de Francisco Parada e Ignacio F. Iquino. Música: Jaime Mestres. Con: Antonio Garisa-Mary Begoña. Reposición: Desde septiembre de 1958
- Bésame con música. de José Casas Auge e Ignacio F. Iquino. Con: Antonio Garisa-Mary Begoña. Estreno: 16/10/58
- Lo que quiera mí papá. de Manuel Baz y Fernando G. Morcillo. Con Zori-Santos –Codeso y Amparo de Lerma. Estreno: Desde enero de 1959.
- ¡A la buena vida! de Manuel Monreal Díaz. Estreno: 03/06/1959
- ¡Timoteo! ¿Qué las das? de Ignacio F. Iquino y Francisco Prada. Música: Jaime Mestres. Con: Mary Begoña-Antonio Garisa, Elisa Wardon, Paquito Camoiras. Estreno: julio de 1959
- Carolina de mí corazón de M. Baz y Fernando G. Morcillo. Con Zori-Santos-Codeso y Carmen Jareño. Estreno: 11/10/59
- ¡Timoteo! ¿Qué las das? de Ignacio F. Iquino y Francisco Prada. Música: Jaime Mestres. Con: Mary Begoña-Antonio Garisa, Elisa Wardon, Paquito Camoiras. Reposición: enero de 1960.
- ¡Ay que pícaras faldas! de Francisco Prada y Montorio. Con: Antonio Garisa-Mary Begoña y Mar Martín. Estreno: 10/02/1960.
- ¡Tú mujer es cosa mía! de Enrique Escobar. Con: Ángel de Andrés, Lilián de Celis y María del Sol. Estreno: 21/06/60
- Las alegres chicas de portofino. de Enrique Escobar. Estreno: 25/10/1960
- Eloisa, Abelardo y… ¡dos más! de M. Baz y Fernando G. Morcillo. Con: Zori-Santos. Estreno: enero de 1961
- Pobrecitas millonarias. de Manuel Montorio. Estreno: 01/05/1961
- Mister Guapo 61. Con: Antonio Casal, Carmen Escribí, Heredia, Venancio Muro y Eugenia Roca. Estreno: junio ’61.
- Un marido en al higuera o ¡Ay, que rico, Federico! de Enrique Escobar Estreno: 29/09/1961
- Boda sin Noche. Estreno: 12/05/1962
- La media naranja. Con: Carmen Escribí y Martín Cao. Estreno: 07/09/1962.
- Locas por él. de Allende, García y Giménez. Música. Domenico de Laurentis. Con: Katia Loritz, Luis Cuenca y Pedro Peña. Estreno: 07/12/1962.
- ¡Esperame en la luna! de Allén, García y Giménez. Música: Domenico de Laurentis. Con: Diana Darvey, Luis Cuenca y Pedro Peña. 1963
- Ay que ladronas.1964 con: Casal-Navarro-Díaz y Lina Morgan
- A medianoche.1964 con Casal-Díaz-Navarro y Lina Morgan
- Y de la Nena… ¿Qué? 1964 con Addy Ventura y Adrián Ortega
- El barbero de Melilla.1964-1965 con Casal-Navarro-Díaz y Lina Morgan
- Mujeres Artificiales. 1965 con Luis Cuenca y Pedro Peña
- Las fascinadoras. 1965 con Addy Ventura y Adrián Ortega
- La novia de Tut Ank Ammon. 1965 con Adrián Ortega y Addy Ventura
- Dos maridos para mí.1965-1966 con Lina Morgan y Juanito Navarro
- Las Intocables. 1966 con Addy Ventura y Adrián Ortega
- Vengan maridos a mí. 1966 con Addy Ventura y Adrián Ortega
- Hay que chica. 1966-1967 con Quique Camoiras y Queta Claver
- …Y parecía tonta. 1967 con Lina Morgan y Juanito Navarro
- Se traspasa señora. 1967 con Quique Camoiras y Queta Claver
- Humor, juerga, tragedia y drama. 1967, con Lina Morgan y Juanito Navarro
- La rompeplatos. 1967-1968 con Lina Morgan y Juanito Navarro
- Las sospechosas. 1967 con: Quique Camoiras, Queta Claver y Ricardo Espinosa
- Las sospechosas. 1968 con: Quique Camoiras y Vicky Lusson
- Un marido provisional. 1968 con: Quique Camoiras y Vicky Lussson
- La chica del Barrio. 1968-1969 con: Lina Morgan y Juanito Navarro
- Boda a plazos. 1969 con: Quique Camoiras y Vicky Lusson
- Ay, Manolo de mis amores 1969 con: Quique Camoiras y Vicky Lusson
- ¡Qué vista tiene Calixta! 1969-1970 con Lina Morgan y Juanito Navarro
- Las Corsarias 1970 con: Quique Camoiras y Vicky Lusson
- La Blanca Doble. 1970, con Lina Morgan y Juanito Navarro
- La chica del surtidor. 1970-1971 con Lina Morgan y Juanito Navarro
- ¡Blas que las das! 1971 con Quique Camoiras y Vicky Lusson
- Paloma, Palomita , Palomera 1971, con Tony Leblanc
- ¡Nena, no me des tormento! 1971-1972 con Lina Morgan y Juanito Navarro
- Pío, tú serás mío. 1972-1973 con Quique Camoiras y Vicky Lusson
- Tu novia es mi mujer. 1973 con Juanito Navarro, Rafaela Aparicio y Vicky Lusson
- El divorcio no es buen negocio. 1973 con Quique Camoiras
- Esta es mi vida. 1973 con Tony Leblanc
- El Tonto es un sabio. 1974 con Quique Camoiras
- La rompeplatos.1974 con Florinda Chico y Paquito de osca
- La chica del Barrio. 1974 con Vicky Lusson, Rafaela Aparicio y Juanito Navarro
- Yo soy la tentación.1974 con Luis Cuenca, Pedro Peña y Tania Doris
- La verdad al desnudo. 1975 con Juanito Navarro
- Llévame a París. 1975 con Quique Camoiras y Vicky Lussón
- Las noches de Eva. 1975 con Quique Camoiras, Vicky Lusson y Ricardo Espinosa
- Mujeres con… sexy bom 1975-1976 con Tony Leblanc
- El desnudo de Venus o Venus Erótica 1976 con Quique Camoiras y Ricardo Espinosa
- Un, dos, tres… desnúdame otra vez. 1976-1977 con Jesús Guzmán
- Erótica.1977 con Quique Camoiras y Ricardo Espinosa
- Achúchame.1977 con Vicky Lusson
- Con quién me acuesto esta noche.1977-1978 con Quique Camoiras y Ricardo Espinosa
- Gran Festivial del flamenco 1978. 1978 con Rafael Farina
- Teatro Flamenco Gitano Nuevo Día 1978
- Guárdame el Secreto, Lucas 1978, con Paco Martínez Soria
- La casa del placer. 1978 con Tania Doris y Luis Cuenca
- Apasionada. 1978-1979 con Tania Doris y Luis Cuenca
- Con ella volvió el escándalo. 1979 con Addy Ventura
- La marina te llama 1979-1980 con Lina Morgan
- ¡Súper Sara Show! 1980 con Sara Montiel
- La dulce viuda 1980-1981 con Tania Doris y Luis Cuenca
- La tía de Carlos 1981 con Paco Martínez Soria
- Copla y Verbena 1981 con Antoñita Moreno
- Doña Sara de la Mancha 1981 con Sara Montiel
- Vaya par de gemelas 1981-1983 con Lina Morgan
- Con Casta  1983 con Lola Flores
- La risa está servida 1983-1984 con Andrés Pajares
- Arte 1984 con Carmen Sevilla, María Jiménez, Concha Márquez Piquer y Remedios Amaya
- Vamos Cantando 1984 con Carmen Sevilla, Juanita Reina y Paquita Rico
- Nostalgias 1984-1985 con Sara Montiel, Olga Guillot, Celia Gámez y Manuel Otero
- ¡Sí, al amor! 1985-1986 con Lina Morgan
- Un marido de ida y vuelta 1986 con Jesús Puente
- La venganza de Don Mendo 1986-1987 con José Sazatornil Saza
- Los caciques 1987 con Antonio Garisa, Mary Begoña y Gracita Morales
- El último tranvía 1987-1991 con Lina Morgan
- ¡Ay, Carmela! 1990 Con: Loles León y Roberto Álvarez
- Celos del aire 1991 con Aurora Redondo
- La venganza de la Petra 1991 con Rosa Valenty
- Al fin... solos 1992 con: Loles León y Roberto Álvarez
- Celeste... no es un color 1991-1993 con Lina Morgan
- El abanico de Lady Windermere 1993 con Amparo Rivelles y Carmen Conesa
- Las de Caín 1993-1994 con Pablo Sanz y Queta Claver
- Es mi hombre (1994) con José Sazatornil
- La locura de don Juan. 1995 con José Sazatornil y Tote García Ortega
- La zapatera prodigiosa. 1995 con Natalia Dicenta
- Una cartera de ida y vuelta. 1995-1996 con Pedro Osinaga
- Entretrés (1995) con : Tricicle
- Concierto sentido del humor (1995) con Moncho Borrajo
- Entretrés. 1996 con Tricicle
- Homenaje a Manuel de Falla. 1996
- Castañuela 90: El desmadre Nacional. 1996
- El enfermo imaginario (1996)con: Emma Penella y Roberto Álvarez
- Diablemos (1997) con: Moncho Borrajo
- Por delante y por detrás (1997)con: Paco Mir
- El florido pensil (1997)con: Tricicle
- Agua, azucarillos y aguardiente 1998
- La Gran Vía. 1998
- ¡Ensayo General: Jo que corte!. 1998
- El Bufón del Rey. 1998-1999 con Moncho Borrajo
- ¡Bailando, Bailando! 1999
- Tartufo (1999)con: María Fernanda D'Ocón y Roberto Álvarez
- Si ... pero ... no (1999)con: Raúl Sender
- Balada de la cárcel de circe 2000
- El verdugo (2000) con: Juan Echanove y Luisa Martín
- Muerte de un viajante (2001) con: José Sacristán y María Jesús Valdés[2]
- Madre (el drama padre) (2001) con: Blanca Portillo
- Historia de un caballo (2001) con: Francisco Valladares
- A media luz los tres (2001) con: Raúl Sender y Esperanza Roy
- Paseando A Miss Daysi (2002)con: Amparo Rivelles
- Las criadas (2002) con: Emma Suárez y Aitana Sánchez-Gijón
- Manuscrito encontrado en Zaragoza. 2002
- Cuando Harry Encontró a Sally (2002) con: Angels Gonyalons y Josema Yuste
- Las mil y una noches (2003) con: Antonio Canales
- Las bicicletas no son para el verano (2003)con: Julián González
- Las mil y una noches (2003) con: Antonio Canales
- Arsénico por compasión (2003) con: Jorge Sanz
- Inés Desabrochada (2003) con: Concha Velasco, Nati Mistral y Paco Valladares
- La verbena de la Paloma – Gigantes y Cabezudos. 2004
- Diatriba de amor contra un hombre sentado (2004)con Ana Belén
- La venganza de Don Mendo (2004-2005), con Raúl Sender
- Antología de la zarzuela. 2005 Compañía José Luis Moreno
- Matrimoniadas. 2005, con Pepe Ruiz y Marisa Porcel
- El diluvio que viene. 2005-2006 con Paco Morales y Gisela
- Antología de la Danza Española. 2006 Compañía José Luis Moreno
- La venganza de la Petra. 2006 con Andoni Ferreño y Marisol Ayuso
- Enamórate Conmigo. 2006-2007 con Isabel Pantoja
- Filomena Marturano. 2007 con Concha Velasco
- Fiebre Cubana. 2007 Empresa Karot
- El florido pensil. 2007 Takata
- Olvida los tambores (2007), de Ana Diosdado, con Carmen Morales, Ana María Polvorosa, Antonio Hortelano y Guillermo Ortega.
- Baraka! (2008), con Toni Cantó y Marcial Álvarez.
- Como te mueras te mato (2008), con Belinda Washington.
- Mentiras, incienso y mirra (2008).
- La vida por delante (2010), con Concha Velasco.
- Llama un inspector (2011), con José María Pou.
- ¿Quién teme a Virginia Woolf? (2012), con Carmen Machi.
- Concha: yo lo que quiero es bailar (2012), con Concha Velasco.
- The Hole 2, la fiesta continúa (2013), con Álex O'Dogherty
- El eunuco (2014), con Alejo Sauras, Anabel Alonso y Pepón Nieto.
- Pluto (2015) con Javier Gurruchaga, Marisol Ayuso, Marcial Álvarez y Ana Labordeta.
- Atchusss (2015), con Fernando Tejero, Ernesto y Malena Alterio.
- Nuestras Mujeres (2015), con Gabino Diego, Antonio Garrido (actor) y Antonio Hortelano.
- Sofocos Plus (2016), con Ana Obregón, Elisa Matilla, Teté Delgado y Fabiola Toledo
- Los vecinos de arriba (2016), con Candela Peña, Xavi Mira y Pilar Castro.
- La asamblea de las mujeres (2016), con Lolita, María Galiana, Pastora Vega, Pedro Mari Sánchez, Sergio Pazos .
- Taxi (2016), con Josema Yuste, Sergio Fernández El Monaguillo-
- Prefiero que seamos amigos  (2017), con Lolita
- Un chico de revista (2017), con Rosa Valenty
- La Comedia de las Mentiras  (2018), con Pepón Nieto, Paco Tous
- La Cantante Calva  (2018), con Fernando Tejero, Adriana Ozores
- Viejovenes  (2014-2018), con Joaquín Reyes, Ernesto Sevilla
- Fedra (2018), con Lolita Flores

- El funeral (2018-2019), con Concha Velasco y Jordi Rebellón
- Moby Dick (2019), con José María Pou
- Ben-Hur (2019), con Eva Isanta y Agustín Jiménez
- La función que sale mal (2019-2020), de Henry Lewis, Jonathan Sayer y Henry Shields.
- Golfus de Roma (2021), con Carlos Latre
- Los chicos del coro, el musical (2022), de Christophe Barratier y Pedro Víllora, con Natalia Millán y Jesús Castejón.